# Heinrich-Heine-Denkmal (Leipzig)

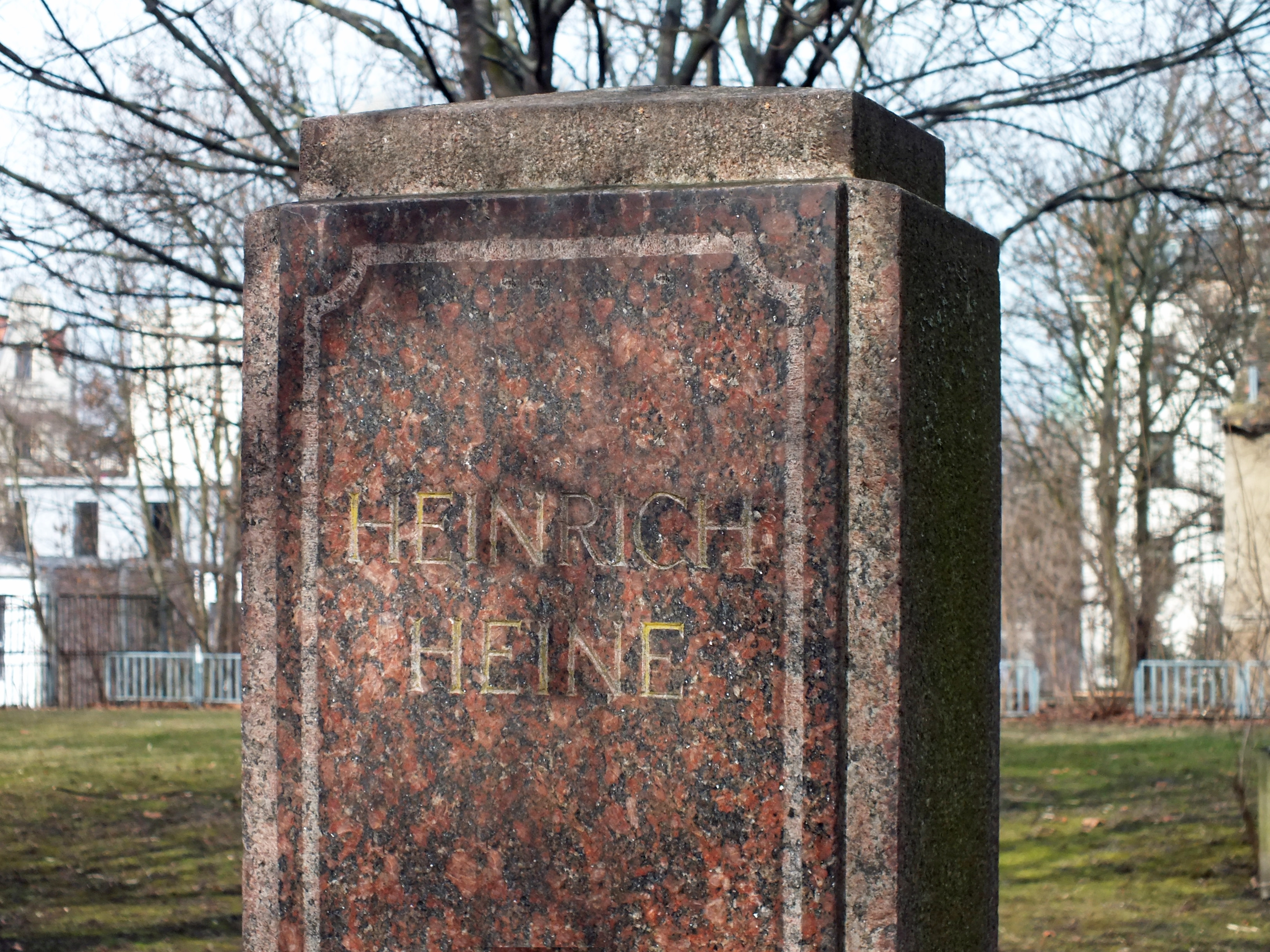
Das Leipziger Heinrich-Heine-Denkmal, 2014

Das Heinrich-Heine-Denkmal in Leipzig ist eines der ersten Denkmale, die nach dem Zweiten Weltkrieg in der Stadt errichtet wurden. Es wurde am 150. Geburtstag des Dichters eingeweiht. Das Material stammt aus dem Sockel des 1946 demontierten Siegesdenkmals auf dem Markt.

## Lage und Gestalt
Das Heinrich-Heine-Denkmal steht im Gartenbereich hinter dem Volkshaus in der Karl-Liebknecht-Straße 30/32 in Leipzig. Dieser Garten war Teil eines inzwischen geschlossenen Kindergartens.
Das schlichte als Stele ausgeführte Denkmal ist eine zwei Meter hohe flache Säule mit rechteckigem Querschnitt aus rötlichem Granit. Die Vorderseite ist poliert und trägt im Oberteil die Inschrift HEINRICH HEINE und unten 1947, das Jahr der Errichtung. An der Oberseite ist die Säule leicht gestuft. Sie ruht auf einem etwa einen Quadratmeter großen Betonsockel.

## Geschichte
Unter jungen Arbeitern, die die Bildungskurse im Volkshaus besuchten, gab es bereits in den 1920er Jahren die Idee, einen Denkstein für Heinrich Heine am Volkshaus zu errichten. Erich Schilling, der während der Zeit des Nationalsozialismus in Buchenwald inhaftiert war und als Gewerkschaftsfunktionär nach dem Zweiten Weltkrieg mit dem Wiederaufbau des Volkshauses betraut war, griff die Idee wieder auf, des während der Zeit des Nationalsozialismus verfemten Dichters zu gedenken.
Er initiierte die Denkmalserrichtung und finanzierte sie aus privaten Mitteln. Der Entwurf stammt vom Leipziger Bildhauer Wilhelm Andreas und dem Architekten Walter Beyer. Die Steinmetzarbeiten übernahm Arno Scheunert. Die Einweihung fand am 13. Dezember 1947, dem 150. Geburtstag Heines, statt. Schilling lag bald mit den kommunistischen Machthabern verquer. Er hatte sich beispielsweise gegen die Zwangsvereinigung der SPD, der er angehörte, mit der KPD ausgesprochen. Nach dem Volksaufstand von 1953 musste er fliehen und ging nach West-Berlin.
Sein Denkmal hatte darunter zu „leiden“. Es wurde für die Öffentlichkeit negiert, stand bald mitten in einem Kindergarten, der hinter dem Volkshaus errichtet wurde, und wurde zeitweilig auch eingeplankt. Auf der Denkmalliste der DDR fehlte es. Seit 1996 steht der Stein unter Denkmalschutz.